# Castillejo-Sierra
Castillejo-Sierra è un comune spagnolo di 47 abitanti situato nella comunità autonoma di Castiglia-La Mancia.